# Criterio de Cass
El Criterio de Cass es un resultado central en la teoría de modelos de generaciones traslapadas en economía. Debe su nombre a David Cass.
Una característica importante que hace que los modelos de generaciones traslapadas en economía se distingan del modelo estándar con un número finito de individuos es que el primer teorema de la economía del bienestar no se podría sostener; es decir, que el equilibrio competitivo puede no ser el óptimo de Pareto.
Si {\displaystyle p_{t}} representa el vector de los precios del bien Arrow-Debreu vigentes en un período {\displaystyle t}; entonces, una asignación del equilibrio competitivo es ineficiente si y solo si
{\displaystyle \sum _{t=0}^{\infty }{\frac {1}{\|p_{t}\|}}<\infty }